# Корнев, Иван Фёдорович
Ива́н Фёдорович Ко́рнев (12 [25] сентября 1906 — 1990) — Гвардии красноармеец Рабоче-крестьянской Красной армии, участник Великой Отечественной войны, Герой Советского Союза (1943).

## Биография
Иван Корнев родился 12 (25) сентября 1906 год в деревне Круглая Поляна (ныне — Севский район Брянской области). Окончил начальную школу и курсы председателей колхозов, после чего работал по специальности в селе Новокытманово Кытмановского района Алтайского края. В июле 1941 года Корнев был призван на службу в Рабоче-крестьянскую Красную армию. К сентябрю 1943 года гвардии красноармеец Иван Корнев был телефонистом 107-й отдельной гвардейской роты связи (78-й гвардейской стрелковой дивизии, 25-го гвардейского стрелкового корпуса, 7-й гвардейской армии, Степного фронта). Отличился во время битвы за Днепр.
В ночь с 24 на 25 сентября 1943 года Корнев в составе передовых частей переправился через Днепр в районе села Домоткань Верхнеднепровского района Днепропетровской области Украинской ССР, проложил линию связи и поддерживал её бесперебойное функционирование, многократно под вражеским огнём переправляясь через реку, устраняя повреждения.
Указом Президиума Верховного Совета СССР от 26 октября 1943 года за «образцовое выполнение боевых заданий командования на фронте борьбы с немецкими захватчиками и проявленные при этом мужество и героизм» гвардии красноармеец Иван Корнев был удостоен высокого звания Героя Советского Союза с вручением ордена Ленина и медали «Золотая Звезда» за номером 1376.
После окончания войны Корнев был демобилизован. Вернулся в Новокытманово, продолжал руководить местным колхозом. Умер 24 сентября 1990 года.
Был также награждён орденами Отечественной войны 1-й степени и Трудового Красного Знамени, рядом медалей. В Кытманово установлен бюст Ивана Фёдоровича Корнева.